# Йохан I фон Хайнсберг
Йохан I фон Хайнсберг (на немски: Johann I von Heinsberg, Herr von Löwenberg; † сл. 1306) от род Спанхайми и господарите на Хайнсберг е господар на Льовенберг, днес в Бад Хонеф, Северен Рейн-Вестфалия. През 1269 г. Йохан взема името „фон Льовенбург“,

## Произход
Той е вторият син на Хайнрих I фон Хайнсберг († 1259) и съпругата му Агнес фон Клеве-Хайнсберг († 1267), дъщеря на граф Дитрих I фон Фалкенбург († 1227/1278).
По-големият му брат Дитрих II († 1303) е господар на Хайнсберг и Бланкенберг. По-голям брат е на Хайнрих, пропст в Кьолн († 1315 или 1316), Агнес († сл. 1297), монахиня в Хайнсберг, и на Изолда (Изабела) († сл. 1287), омъжена 1270 г. за граф Бруно III фон Изенбург-Браунсберг († ок. 1278/1279) и сл. 1278 г. за Еберхард фон Изенбург-Гренцау († 1292).

## Фамилия
Първи брак: с Гизела фон Боланден-Фалкенщайн-Мюнценберг († 6 март 1280), дъщеря на Вернер I фон Фалкенщайн († 1298/1300) и Матилда фон Диц († 1288). Те имат две деца:
- Агнес фон Хайнсберг († 1370), омъжена за Дитрих Луф фон Долендорф († сл. 1345)
- Хайнрих фон Льовенберг († 1342/1343), женен I. за Агнес фон Куик († 1345), II. за Патца фон Ендених

Втори брак: пр. 1286 г. с Мехтхилд фон Майзенбург († сл. 1300), незаконна дъщеря на Валтер IV фон Майзенбург († 1288). Те имат децата:
- Йохан II фон Льовенберг († 28 май 1338), господар на Майзнбург, женен за Лиза († сл. 1385); има седем деца
- дъщеря Фрау фон Иделсбург († сл. 1361)
- Изалда Фрау фон Ешмар († сл. 1361)
- София фон Хайнсберг, омъжена за рицар Герхард фоме Щайн († 1370)

От друга връзка той има трима сина:
- Дитрих фон Екершайд-Монксцеле († фл 1330/38; † сл. 1360), рицар
- Йохан фон Мерхайм († 1361/1367), рицар, женен за Трутеланд († сл. 1367)
- Хайнрих фон Долендорф-Левенберг († 1344/1345), рицар, женен за Кунигунда фон Алфтер